# Ломовка (Башкортостан)
Ломо́вка (баш. Ломовка) — село в Белорецком районе Башкортостана, центр и единственный населённый пункт Ломовского сельсовета. Согласно переписи 2020 года население составляло 2606 человек. 
С 1963 года посёлок городского типа в составе города республиканского значения Белорецка, с 2005 года имеет современный статус.

## География
Находится на берегу реки Белой.
Географическое положение
Расстояние до:
- районного центра (Белорецк): 5 км,
- ближайшей ж.-д. станции (Белорецк): 5 км,
- города Магнитогорска: 85 км.

## История
Один из старейших населённых пунктов-спутников Белорецка. Возникло как село при Белорецком металлургическом заводе практически одновременно с пуском завода, в 1772 году. Заселено крепостными крестьянами И. Б. Твердышева и И. С. Мясникова из Нижегородской, Пензенской и Рязанской губерний. В архивных материалах описывается переселение ломовских крестьян: «Помещицей Дарьей Ивановной Пашковой из своей вотчины деревни Скородумовой Троицкого стана Унженского воеводства в 1772 году, в силу Правительствующего Сената 287 душ с семьями и детьми были вывезены в Оренбургскую губернию на землю Д. И. Пашковой в деревню Ломовку для работы на металлургическом заводе».
В ходе Крестьянской войны 1773—1776 годов было сожжено, позднее восстановлено.
В 1927 году произошел пожар, уничтожена половина поселка.

## Население
| 1970  | 1979  | 1989  | 2002  | 2009  | 2010  | 2012  |
| ----- | ----- | ----- | ----- | ----- | ----- | ----- |
| 5120  | ↗5299 | ↘4918 | ↘3172 | ↘2662 | ↘2620 | ↘2604 |
| 2013  | 2014  | 2015  | 2016  | 2017  |       |       |
| ↘2593 | ↗2594 | →2594 | ↗2595 | ↘2581 |       |       |

Население: в 1795 году проживало 2152 человека, в 1900—2838; 1920 — 4350; 1939 — 3775; 1959 — 3423; 1989 — 4910; 2002 — 3172; 2020 — 3178 чел.
В 1795 году 1032 — мужчин, 1120 женщин.
Национальный состав
Живут русские, башкиры.

## Инфраструктура
Со времени основания Ломовки являлась заводским селом.  Жители были ломовыми извозчиками, занимались поставкой на завод сырья.
Сейчас население занято на Пугачёвском карьере Белорецкого металлургического комбината и на предприятиях Белорецка
В 1900 году зафиксированы церковь, школа, 6 водяных мельниц.
Действует средняя школа, детский сад, врачебная амбулатория, дом культуры, библиотека, православная церковь.

## Транспорт
По южной окраине проходит региональная автодорога общего пользования 80К-026 Стерлитамак — Белорецк — Магнитогорск, известная со времён Екатерины Великой как Белорецкий тракт.
Железнодорожная станция Белорецк находится примерно в 3 км к западу по прямой.

## Религия
В селе есть православная церковь Архангела Михаила.